# Stazione di Marechiaro
La stazione di Marechiaro è una stazione ferroviaria posta sulla linea Roma-Campoleone-Nettuno nel territorio comunale di Anzio.

## Storia
La fermata di Marechiaro fu attivata il 17 ottobre 1999. Il successivo 28 novembre, con l'attivazione del binario di raddoppio fu innalzata al rango di stazione.

## Movimento
La fermata è servita dai treni della linea regionale FL8, esercita da Trenitalia.

## Servizi
- Parcheggio auto all'esterno della stazione

## Interscambi
- autobus locali e regionali dalla stazione